# カルロス・ロイテマン
カルロス・アルベルト・ロイテマン（Carlos Alberto Reutemann, 1942年4月12日 - 2021年7月7日）は、アルゼンチン出身のレーシングドライバー、政治家。愛称は「ローレ」、
「エル・ローレ」。

## プロフィール
祖父はスイス系、母親はイタリア系。レースデビューは29歳であり、遅咲きであった。1970年からF2に参戦し、1971年にランキング2位を獲得。ブラバムからフォーミュラ1へのステップアップが決まった。

### F1デビュー
1972年に、ブラバムでグラハム・ヒルのセカンドドライバーとしてF1にデビューする。初戦の母国アルゼンチングランプリで、インディ500のみ出走ドライバーを除くとF1世界選手権史上4人しかいない、「F1デビュー戦でポールポジション」という鮮烈なデビューを飾る。残りの3人はジュゼッペ・ファリーナとマリオ・アンドレッティとジャック・ヴィルヌーヴであるが、ファリーナは戦前から第一線のドライバーとして活躍しており、たまたまF1世界選手権として最初のレースになった1950年イギリスGPでポールポジションを獲得したもので、アンドレッティは既にアメリカのインディカーで活躍したキャリアがあった。ヴィルヌーヴはデビュー前年に北米トップフォーミュラであるCARTにてシリーズチャンピオンという経験と実績があり、さらに当時のトップクラスのチームから参戦したのに対し、ロイテマンが所属したブラバムは当時トップチームとは言えない中堅で、同じ記録ではあるが、他の3人と比較しても評価されるべきである。

### ブラバム時代

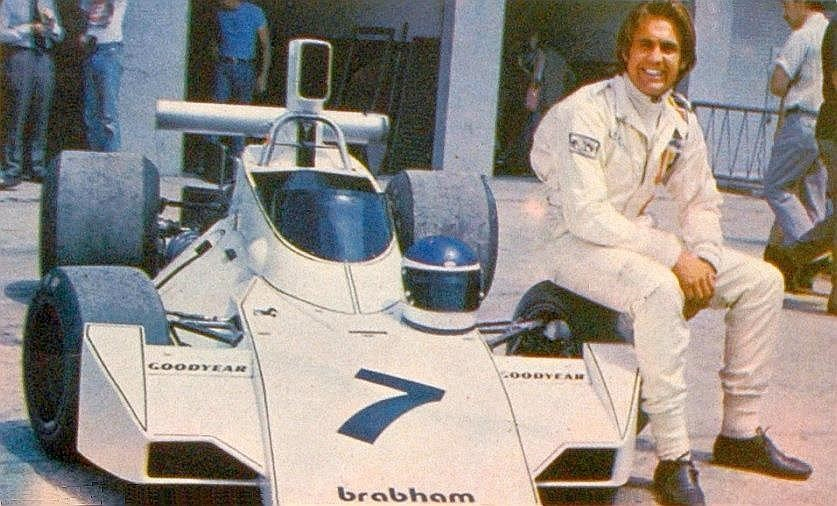
ブラバム・BT44とロイテマン（1974年）

F1での3シーズン目となる1974年、ゴードン・マレーの意欲作ブラバムBT44を駆って、南アフリカグランプリでF1初優勝を飾ると、その年3勝を挙げる。翌1975年は、6度の表彰台に上がり、ドライバーズランキングでニキ・ラウダ、エマーソン・フィッティパルディに次ぐ3位に入りトップドライバーの仲間入りをする。

### フェラーリ時代
1976年にブラバムがエンジンをフォードV8からアルファロメオV12に変えたところ重量増加により戦闘力が低下。シーズン中盤、ラウダの事故・欠場によりフェラーリから誘いをうけ、ブラバムとの契約を“買い戻し”イタリアGPにはフェラーリから出走。そのままフェラーリに移る。

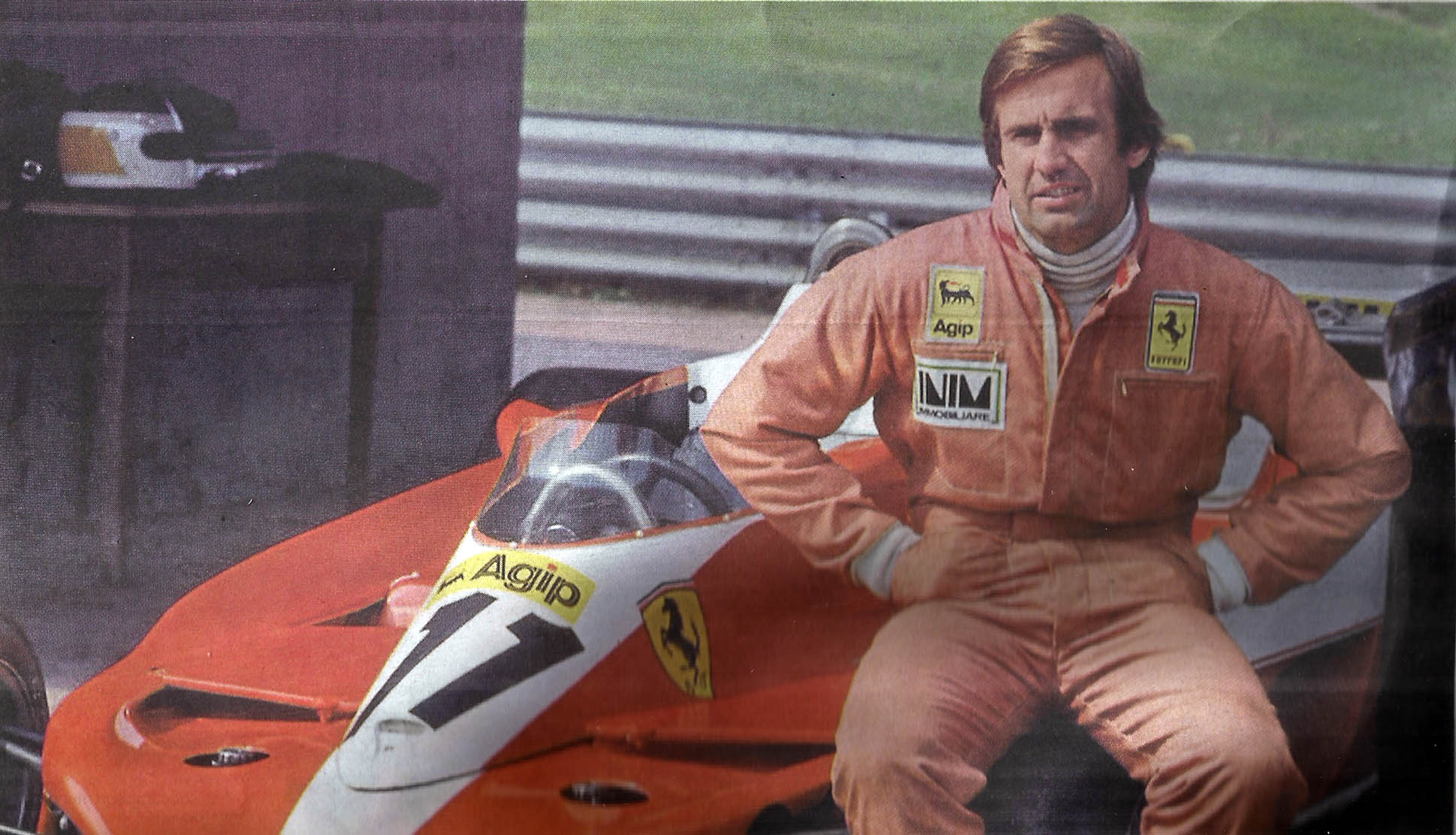
フェラーリ・312T3とロイテマン（1978年）

1977年はフェラーリで事故から復帰したニキ・ラウダと共に闘いコンストラクターズ・チャンピオンを獲得。ロイテマンはラウダが不満を言うほどの好待遇で迎えられ、これがラウダのフェラーリ離脱の一因とも言われる（実際、チームに嫌気のさしたラウダはチャンピオン獲得を決めるとエンツォ・フェラーリと口論の末シーズン終了を待たずにフェラーリを出て行った）。
ラウダの抜けた後はチームリーダーとして活躍するが、歯に衣きせぬ物言いからエンツォ・フェラーリや、エンジニアのマウロ・フォルギエリを初めとするチーム首脳に疎まれるようになった。また、ラウダの去った空席にやって来たジル・ヴィルヌーヴが、そのアグレッシブな走りからフェラーリ内で支持されるようになり、ロイテマンは徐々に居場所を無くす。結局シーズン4勝を挙げたにもかかわらず、同年限りでフェラーリから放出された。

### ロータス時代

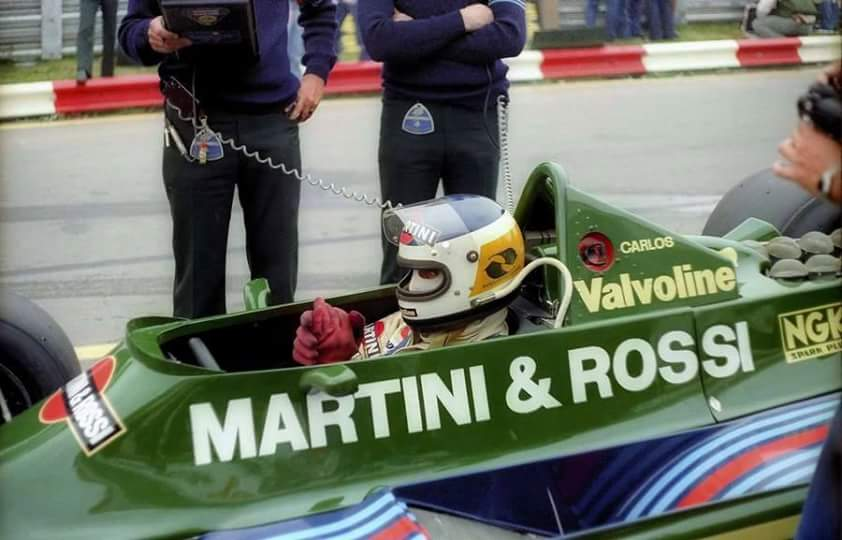
ロータス・79に搭乗のロイテマン（1979年）

1979年は事故死したロニー・ピーターソンの後釜としてロータスへと移籍する。皮肉なことに、翌年のフェラーリ・312T4の出来が良く、ロイテマンの後任でフェラーリ入りしたジョディ・シェクターがワールド・チャンピオンを獲得する。その一方でロータスのマシン80は前年のチャンピオンカー79から一転して不出来となり、ロイテマンは年間を通して新型ではなく79をドライブするも、結果としてチャンピオン獲得のタイミングを逃してしまった。ロータスへの在籍は1年のみで、同年に大躍進を果たしたフランク・ウィリアムズと移籍交渉をもった。

### ウィリアムズ時代
1980年からウィリアムズに移籍。アラン・ジョーンズがナンバーワン待遇であり、ロイテマンはナンバー2として契約し、もし順位を争う場合にはジョーンズをチャンピオン獲得のために先行させる取り決めがあったとされる。1980年シーズンはFW07Cに前年から乗り慣れているジョーンズの方が速く、ロイテマンは後塵を拝することが多かった。ジョーンズはワールド・チャンピオンとなり、チームもコンストラクターズチャンピオンを獲得。ウィリアムズはダブル・タイトル獲得チームの栄光を掴んだが、ロイテマンのドライバーズランキングは3位であった。
1981年、ブラジルGPでチームオーダーを無視してジョーンズとの関係が悪化する。チームも2分され、ポイントをジョーンズと奪い合う形となったことでブラバムのネルソン・ピケの躍進を許し、ドライバーズタイトルを争うことになる。ジョーンズは、連覇の可能性が無くなったカナダGPの前にこの年限りでF1から引退することを発表。ロイテマンはずっとポイントリーダーで、1点リードで臨んだ最終戦のアメリカGPではポールポジションを獲得したものの、ピケ5位（2点獲得）、ロイテマン8位（ノーポイント）となり逆転負け、ランキング2位に終わった。この最終戦の優勝者はチームメイトのジョーンズで、ウィリアムズは二年連続でコンストラクターズチャンピオンとなった。ピケがポイントリーダーに立ったのは最終戦終了後のみであり、タイトルを取る力は十分にあったものの、チームメイトとの意思疎通とチームワークの欠如により逃す事となった。

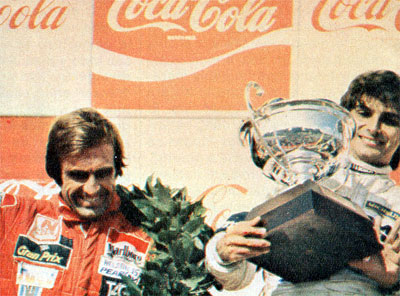
ウィリアムズ時代、母国アルゼンチンGPで表彰台（1981年）

シーズン終了後に現役引退を発表したが、撤回。1982年はウィリアムズのナンバーワンとして開幕を迎え、引退したジョーンズの後任には初めてトップクラスのチーム加入となるケケ・ロズベルグがチームメイトとなった。初戦の南アフリカGPで2位表彰台を獲得していたが、大西洋のフォークランド諸島（アルゼンチン名：マルビナス諸島）の領有を巡り、同年3月からイギリスとアルゼンチン間で紛争状態となっており（フォークランド紛争）、第二次世界大戦以降の西側諸国の近代化された軍隊同士による初めての紛争であり、激化していた。この情勢でアルゼンチンの英雄であるロイテマンがイギリスのチームであるウィリアムズに所属し続けるわけにもいかず、2戦目を戦ったところで再び引退を表明することになった。しかしこの件について、ウィリアムズのエンジニアであったパトリック・ヘッドは「フォークランド紛争は引退の方便であり、単に彼のレースへのモチベーションが無くなったからだ」とコメントしている。ロイテマンの引退によってナンバーワン待遇となったチームメイトのロズベルグはこの年ワールドチャンピオンを獲得した。
フェラーリ・ロータス・ウィリアムズと当時のトップチームを渡り歩きながらもタイミングやチームとの関係の悪さなどからランキング3位が3回・ランキング2位が1回でドライバーズチャンピオンになることは無かった。また、F1通算12勝を挙げたが、母国アルゼンチングランプリでは勝利することが出来なかった。

### F1以外の戦歴

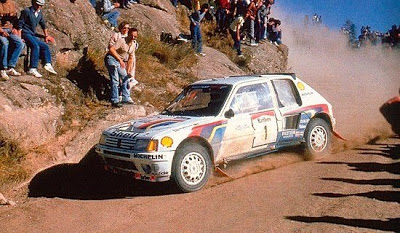
WRC参戦時（1985年）

1973年のル・マン24時間にフェラーリから出場したがリタイアとなった。
1980年と1985年の2度、母国アルゼンチンで開催されたWRCにフィアット およびプジョーのワークスチームドライバーとして参戦し（しかも1985年はカーナンバー1）、いずれも総合3位で完走している。特に1980年は現役F1ドライバーがシーズン中にWRCに参戦し入賞するという極めて珍しい出来事である。
ロイテマンは、F1とWRCの両方でポイントを獲得した最初のドライバー（2010年に、キミ・ライコネンが2人目となる）である。

### 引退後

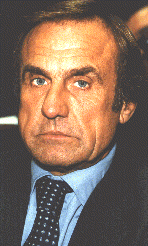
政治家時代（2005年）

レーサー引退後は母国で大きな牧場を経営していた。その後、政界に進出し1991年に母国アルゼンチンのサンタフェ州知事2期を経て連邦上院議員となり、2002年には大統領候補にもなった。また2011年の大統領選挙にも、再び出馬する検討を示していた。
2017年に肝臓癌と診断され、アメリカ・ニューヨークの病院で摘出手術に成功。4年後の2021年5月、消化器系出血のため再び入院し一時退院したが、7月7日に死去。享年79歳。

## 人物
- 性格的に気難しい事で知られ、レース直前のインタビューでも「難しいよ」とそっけなく一言言って去る事が多かったと言われている。そのことが、マウロ・フォルギエリやパトリック・ヘッドといった各チームのスタッフから疎まれ、結果を出しても放出される一因となった。
- フェラーリ時代のチームメイトであったラウダは記者から「ロイテマンはチームメイトか、ライバルか?」と聞かれた際には「どちらでもない」と答え、性格に関しては「奴は蛇のように冷たい」と称した。
- ジェームス・ハントは「彼は速い。しかし後方からプレッシャーを掛けられるのをとても嫌がるんだ。攻略は難しくはない」と評価している。

## 通算成績
通算獲得310ポイントは歴代13位、通算優勝回数12回はマリオ・アンドレッティやアラン・ジョーンズと並び歴代18位、1980年から1981年にかけて当時史上最長の15戦連続入賞（のちにミハエル・シューマッハに更新されるも、2009年現在で歴代5位）を記録した。

## カーナンバー (F1)
ナンバーが固定となった1973年以降のみ。
- 10(1973年)
- 7 (1974年〜1976年第12戦)
- 35(1976年第13戦)
- 12(1977年)
- 11(1978年)
- 2 (1979年.1981年)
- 28(1980年)
- 5 (1982年第1.2戦)

## レース戦績

### 略歴
| 年   | シリーズ                              | チーム                                       | レース | 勝利 | PP | FL | 表彰台 | ポイント | 順位 |
| ---- | ------------------------------------- | -------------------------------------------- | ------ | ---- | -- | -- | ------ | -------- | ---- |
| 1970 | ヨーロピアン・フォーミュラ2選手権     | アウトモビル・クルブ・アルヘンティーノ       | 7      | 0    | 0  | 0  | 0      | 3        | 13位 |
| 1971 | ヨーロピアン・フォーミュラ2選手権     | アウトモビル・クルブ・アルヘンティーノ       | 11     | 0    | 1  | 1  | 6      | 38       | 2位  |
| 1972 | フォーミュラ1                         | モーター・レーシング・ディベロップメンツ     | 10     | 0    | 1  | 0  | 0      | 3        | 16位 |
| 1972 | ヨーロピアン・フォーミュラ2選手権     | モチュール・ロンデル・レーシング             | 10     | 0    | 0  | 0  | 4      | 26       | 4位  |
| 1973 | フォーミュラ1                         | モーター・レーシング・ディベロップメンツ     | 15     | 0    | 0  | 0  | 2      | 16       | 7位  |
| 1973 | ル・マン24時間レース                  | スクーデリア・フェラーリ                     | 1      | 0    | 0  | 0  | 0      | N/A      | DNF  |
| 1974 | フォーミュラ1                         | モーター・レーシング・ディベロップメンツ     | 15     | 3    | 1  | 1  | 4      | 32       | 6位  |
| 1975 | フォーミュラ1                         | マルティーニ・レーシング                     | 14     | 1    | 0  | 0  | 6      | 37       | 3位  |
| 1976 | フォーミュラ1                         | マルティーニ・レーシング                     | 12     | 0    | 0  | 0  | 0      | 3        | 16位 |
| 1976 | フォーミュラ1                         | スクーデリア・フェラーリ                     | 1      | 0    | 0  | 0  | 0      | 3        | 16位 |
| 1977 | フォーミュラ1                         | スクーデリア・フェラーリ                     | 17     | 1    | 0  | 0  | 6      | 42       | 4位  |
| 1978 | フォーミュラ1                         | スクーデリア・フェラーリ                     | 16     | 4    | 2  | 2  | 7      | 48       | 3位  |
| 1979 | フォーミュラ1                         | マルティーニ・レーシング・チーム・ロータス   | 15     | 0    | 0  | 0  | 4      | 20       | 7位  |
| 1979 | BMW・M1・プロカー・チャンピオンシップ | BMW・モータースポーツ                        | 1      | 0    | 0  | 0  | 0      | 3        | 25位 |
| 1980 | フォーミュラ1                         | サウディア・ウィリアムズ・レーシング・チーム | 14     | 1    | 0  | 1  | 8      | 42       | 3位  |
| 1980 | BMW・M1・プロカー・チャンピオンシップ | BMW・モータースポーツ                        | 8      | 1    | 0  | 0  | 2      | 64       | 5位  |
| 1980 | 世界ラリー選手権                      | フィアット・イタリア                         | 1      | 0    | 0  | 0  | 1      | 12       | 21位 |
| 1981 | フォーミュラ1                         | サウディア・ウィリアムズ・レーシング・チーム | 6      | 2    | 1  | 1  | 5      | 49       | 2位  |
| 1981 | フォーミュラ1                         | TAG・ウィリアムズ・チーム                    | 9      | 0    | 1  | 1  | 2      | 49       | 2位  |
| 1982 | フォーミュラ1                         | TAG・ウィリアムズ・チーム                    | 2      | 0    | 0  | 0  | 1      | 6        | 15位 |
| 1985 | 世界ラリー選手権                      | プジョー・スポール                           | 1      | 0    | 0  | 0  | 1      | 12       | 18位 |

### フォーミュラ1
| 年     | エントラント              | シャシー | エンジン                        | 1       | 2       | 3       | 4       | 5       | 6       | 7       | 8       | 9       | 10      | 11      | 12      | 13      | 14      | 15      | 16      | 17    | WDC  | ポイント |
| ------ | ------------------------- | -------- | ------------------------------- | ------- | ------- | ------- | ------- | ------- | ------- | ------- | ------- | ------- | ------- | ------- | ------- | ------- | ------- | ------- | ------- | ----- | ---- | -------- |
| 1972年 | MRD （ブラバム）          | BT34     | フォード・コスワース DFV 3.0 V8 | ARG 7   | RSA Ret | ESP     | MON     |         |         |         |         |         |         |         |         |         |         |         |         |       | 16位 | 3        |
| 1972年 | MRD （ブラバム）          | BT37     | フォード・コスワース DFV 3.0 V8 |         |         |         |         | BEL 13  | FRA 12  | GBR 8   | GER Ret | AUT Ret | ITA Ret | CAN 4   | USA Ret |         |         |         |         |       | 16位 | 3        |
| 1973年 | MRD （ブラバム）          | BT37     | フォード・コスワース DFV 3.0 V8 | ARG Ret | BRA 11  | RSA 7   |         |         |         |         |         |         |         |         |         |         |         |         |         |       | 7位  | 16       |
| 1973年 | MRD （ブラバム）          | BT42     | フォード・コスワース DFV 3.0 V8 |         |         |         | ESP Ret | BEL Ret | MON Ret | SWE 4   | FRA 3   | GBR 6   | NED Ret | GER Ret | AUT 4   | ITA 6   | CAN 8   | USA 3   |         |       | 7位  | 16       |
| 1974年 | MRD （ブラバム）          | BT44     | フォード・コスワース DFV 3.0 V8 | ARG 7   | BRA 7   | RSA 1   | ESP Ret | BEL Ret | MON Ret | SWE Ret | NED 12  | FRA Ret | GBR 6   | GER 3   | AUT 1   | ITA Ret | CAN 9   | USA 1   |         |       | 6位  | 32       |
| 1975年 | マルティーニ （ブラバム） | BT44B    | フォード・コスワース DFV 3.0 V8 | ARG 3   | BRA 8   | RSA 2   | ESP 3‡  | MON 9   | BEL 3   | SWE 2   | NED 4   | FRA 14  | GBR Ret | GER 1   | AUT 14‡ | ITA 4   | USA Ret |         |         |       | 3位  | 37       |
| 1976年 | マルティーニ （ブラバム） | BT45     | アルファロメオ 115-12 3.0 F12   | BRA 12  | RSA Ret | USW Ret | ESP 4   | BEL Ret | MON Ret | SWE Ret | FRA 11  | GBR Ret | GER Ret | AUT Ret | NED Ret |         |         |         |         |       | 16位 | 3        |
| 1976年 | フェラーリ                | 312T2    | フェラーリ 015 3.0 F12          |         |         |         |         |         |         |         |         |         |         |         |         | ITA 9   | CAN     | USA     | JPN     |       | 16位 | 3        |
| 1977年 | フェラーリ                | 312T2    | フェラーリ 015 3.0 F12          | ARG 3   | BRA 1   | RSA 8   | USW Ret | ESP 2   | MON 3   | BEL Ret | SWE 3   | FRA 6   | GBR 15  | GER 4   | AUT 4   | NED 6   | ITA Ret | USA 6   | CAN Ret | JPN 2 | 4位  | 42       |
| 1978年 | フェラーリ                | 312T2    | フェラーリ 015 3.0 F12          | ARG 7   | BRA 1   |         |         |         |         |         |         |         |         |         |         |         |         |         |         |       | 3位  | 48       |
| 1978年 | フェラーリ                | 312T3    | フェラーリ 015 3.0 F12          |         |         | RSA Ret | USW 1   | MON 8   | BEL 3   | ESP Ret | SWE 10  | FRA 18  | GBR 1   | GER Ret | AUT DSQ | NED 7   | ITA 3   | USA 1   | CAN 3   |       | 3位  | 48       |
| 1979年 | マルティーニ （ロータス） | 79       | フォード・コスワース DFV 3.0 V8 | ARG 2   | BRA 3   | RSA 5   | USW Ret | ESP 2   | BEL 4   | MON 3   | FRA 13  | GBR 8   | GER Ret | AUT Ret | NED Ret | ITA 7   | CAN Ret | USA Ret |         |       | 6位  | 20 (35)  |
| 1980年 | ウィリアムズ              | FW07B    | フォード・コスワース DFV 3.0 V8 | ARG Ret | BRA Ret | RSA 5   | USW Ret | BEL 3   | MON 1   | FRA 6   | GBR 3   | GER 2   | AUT 3   | NED 4   | ITA 3   | CAN 2   | USA 2   |         |         |       | 3位  | 42 (49)  |
| 1981年 | ウィリアムズ              | FW07C    | フォード・コスワース DFV 3.0 V8 | USW 2   | BRA 1   | ARG 2   | SMR 3   | BEL 1   | MON Ret | ESP 4   | FRA 10  | GBR 2   | GER Ret | AUT 5   | NED Ret | ITA 3   | CAN 10  | CPL 8   |         |       | 2位  | 49       |
| 1982年 | ウィリアムズ              | FW07C    | フォード・コスワース DFV 3.0 V8 | RSA 2   | BRA Ret | USW     | SMR     | BEL     | MON     | DET     | CAN     | NED     | GBR     | FRA     | GER     | AUT     | SUI     | ITA     | CPL     |       | 15位 | 6        |

- 太字はポールポジション、斜字はファステストラップ。(key)
- ‡ : ハーフポイント。レース周回数が75%未満で終了したため、得点が半分となる。

### フォーミュラ1 （ノン・チャンピオンシップ）
| 年     | エントラント              | シャシー            | エンジン                        | 1       | 2       | 3     | 4   | 5   | 6      | 7   | 8     |
| ------ | ------------------------- | ------------------- | ------------------------------- | ------- | ------- | ----- | --- | --- | ------ | --- | ----- |
| 1971年 | エキュリー・ボニエ        | マクラーレン・M7C   | フォード・コスワース DFV 3.0 V8 | ARG 3   | ROC     | QUE   | SPE | INT | RIN    | OUL |       |
| 1971年 | MRD （ブラバム）          | ブラバム・BT33      | フォード・コスワース DFV 3.0 V8 |         |         |       |     |     |        |     | VIC 9 |
| 1972年 | MRD （ブラバム）          | ブラバム・BT34      | フォード・コスワース DFV 3.0 V8 | ROC     | BRA 1   | INT   | OUL | REP |        |     |       |
| 1972年 | MRD （ブラバム）          | ブラバム・BT37      | フォード・コスワース DFV 3.0 V8 |         |         |       |     |     | VIC 10 |     |       |
| 1974年 | MRD （ブラバム）          | ブラバム・BT44      | フォード・コスワース DFV 3.0 V8 | PRE Ret | ROC Ret | INT   |     |     |        |     |       |
| 1975年 | マルティーニ （ブラバム） | ブラバム・BT44B     | フォード・コスワース DFV 3.0 V8 | ROC     | INT 8   | SUI   |     |     |        |     |       |
| 1979年 | マルティーニ （ロータス） | ロータス・79        | フォード・コスワース DFV 3.0 V8 | ROC     | GNM     | DIN 2 |     |     |        |     |       |
| 1980年 | ウィリアムズ              | ウィリアムズ・FW07B | フォード・コスワース DFV 3.0 V8 | ESP Ret |         |       |     |     |        |     |       |
| 1981年 | ウィリアムズ              | ウィリアムズ・FW07C | フォード・コスワース DFV 3.0 V8 | RSA 1   |         |       |     |     |        |     |       |

- 太字はポールポジション、斜字はファステストラップ。(key)

### ル・マン24時間レース
| 年     | チーム                 | コ・ドライバー     | 車両              | クラス | 周回数 | 総合 順位 | クラス 順位 |
| ------ | ---------------------- | ------------------ | ----------------- | ------ | ------ | --------- | ----------- |
| 1973年 | SpA・フェラーリ・SEFAC | ティム・シェンケン | フェラーリ・312PB | S 3.0  | 182    | DNF       | DNF         |

### BMW・M1・プロカー・チャンピオンシップ
| 年     | チーム                | 1     | 2     | 3     | 4       | 5     | 6   | 7     | 8     | 9     | 順位 | ポイント |
| ------ | --------------------- | ----- | ----- | ----- | ------- | ----- | --- | ----- | ----- | ----- | ---- | -------- |
| 1979年 | BMW・モータースポーツ | ZOL   | MCO   | DIJ   | SIL 8   | HOC   | ÖST | ZAN   | MNZ   |       | 25位 | 3        |
| 1980年 | BMW・モータースポーツ | DON 6 | AVU 5 | MCO 6 | NOR Ret | BRH 1 | HOC | ÖST 3 | ZAN 5 | IMO 7 | 5位  | 64       |

- 太字はポールポジション、斜字はファステストラップ。(key)

### WRC
| 年     | エントラント               | 車両                   | 1   | 2   | 3   | 4   | 5   | 6     | 7   | 8     | 9   | 10  | 11  | 12  | WDC  | ポイント |
| ------ | -------------------------- | ---------------------- | --- | --- | --- | --- | --- | ----- | --- | ----- | --- | --- | --- | --- | ---- | -------- |
| 1980年 | フィアット・イタリア       | フィアット・131 Abarth | MON | SWE | POR | KEN | GRC | ARG 3 | FIN | NZL   | ITA | FRA | GBR | CIV | 21位 | 12       |
| 1985年 | プジョー・タルボ・スポール | プジョー・205 Turbo 16 | MON | SWE | POR | KEN | FRA | GRC   | NZL | ARG 3 | FIN | ITA | CIV | GBR | 18位 | 12       |

(key)